# W Sagittae
W Sagittae är en pulserande variabel av Mira Ceti-typ (M) i stjärnbilden Pilen. 
Stjärnan har en visuell magnitud av lägre än 14,7 och når i maximum 8,7. Perioden är 278,26 dygn.